# Torroella de Montgrí
Torroella de Montgrí és una vila i municipi de Catalunya que ocupa l'extrem nord-est de la comarca del Baix Empordà. El nucli de Torroella és situat a la plana empordanesa, al peu del massís del Montgrí a la riba nord del riu Ter.
Forma part del Parc Natural del Montgrí, les Illes Medes i el Baix Ter.

## Geografia
- Llista de topònims de Torroella de Montgrí (Orografia: muntanyes, serres, collades, indrets..; hidrografia: rius, fonts...; edificis: cases, masies, esglésies, etc).

El municipi de Torroella limita amb els següents termes municipals:
| Bellcaire d'Empordà  | L'Escala (Alt Empordà) |  |
| Ullà                 |                        |  |
| Fontanilles i Gualta | Pals                   |  |

| Entitat de població  | Habitants (2024) |
| Torroella de Montgrí | 9.000            |
| l'Estartit           | 3.421            |
| Font: Idescat        |                  |

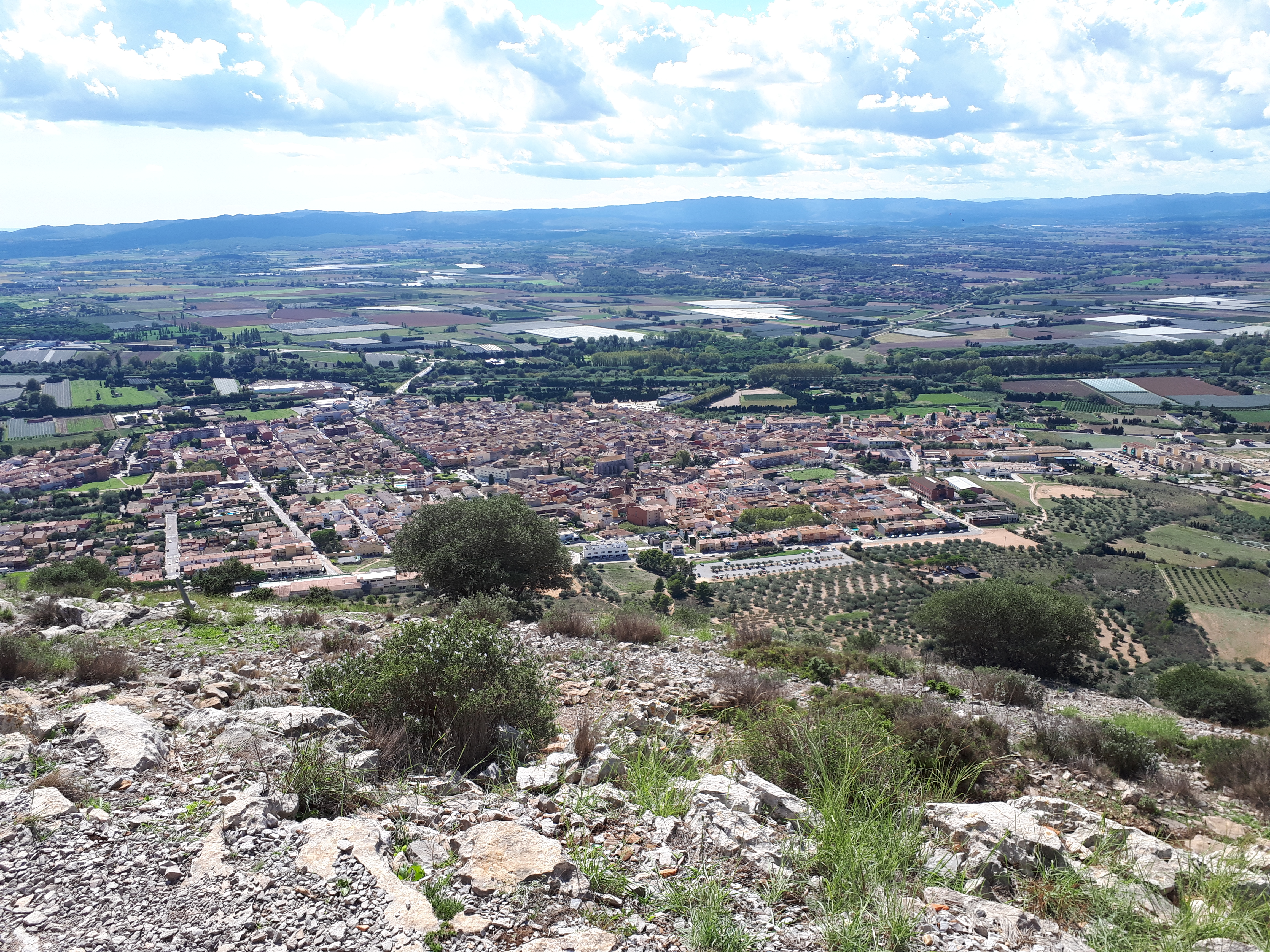
Torroella de Montgrí

El nucli principal de població del municipi és sens dubte Torroella. Està enclavat al peu del Montgrí, es perllonga en un continu urbanitzat que ateny el nucli d'Ullà, a l'oest, a través de la carretera C-31. L'altre nucli important per nombre d'habitants és l'Estartit, a uns 5 km a l'est de la vila, connectades ambdues gràcies a la carretera local Gi-641. A banda d'aquests nuclis principals, en el municipi uns sectors urbanitzats es disposen a banda i banda d'aquesta carretera: la Torre Moratxa, les Dunes, els Salats, La Torre Gran. Així mateix al nord del terme hi ha els nuclis interiors de la Bolleria (a tocar de Bellcaire d'Empordà) i Sobrestany (a un kilòmetre a l'est de la Bolleria), a l'extrem nord-est del municipi hi ha el nucli de la Cala Montgó, més proper al traçat urbà de l'Escala que a Torroella. Vorejant la costa i pràcticament adjacents a la Gola del Ter, hi ha les urbanitzacions dels Griells (al nord i a tocar de l'Estartit); i del Mas Pinell, al límit sud-est amb el terme de Pals.
Deixant de banda els nuclis urbanitzats i atenent a l'orografia, hi ha dos elements claus que dominen i en part sectoritzen el territori de Torroella de Montgrí: El Massís del Montgrí (meitat nord) i la plana del Baix Ter (meitat sud). El primer és compartit amb altres municipis, però la major part del massís és adscrit al municipi de Torroella. El segon, dominat per diversos camps de conreu, és esquitxat de masos i barraques. Recentment (2010) es constituí el Parc Natural del Montgrí, les Illes Medes i el Baix Ter amb el fi de protegir el valor natural de diversos hàbitats en aquesta zona.
Pel que fa als espais naturals, hi ha el massís del Montgrí mateix, els cims més enlairats del qual, alineats pràcticament en sentit est-oest: Roca Maura (225 m.), la Torre Moratxa (220 m.), Montplà (310 m.), Montgrí (303 m.) i Muntanya d'Ullà (308 m) -aquesta última repartida a parts iguals entre els municipis d'Ullà i Torroella. Entre la Torre Moratxa i el Montplà s'estén el sector de les Dunes, que talla de nord a sud el massís, amb dunes continentals de sorra fixades entre acaballes dels s. XIX i primera meitat del xx. A gairebé un kilòmetre de la costa aflora el conjunt de les Illes Medes, continuació geològica del massís, que es submergeix al Mediterrani. La costa del massís consta d'un reguitzell de cales, petits golfs i puntes amb penya-segats més o menys abruptes. La plana esdevé doncs la zona d'expansió del poblament on progressivament i al llarg dels segles s'ha anat conduint el riu Ter cap al sud en la seva desembocadura actual i dessecant les llacunes litorals per aprofitar-ne els terrenys per al cultiu i reduint la incidència de la malària. Val a dir que hi ha com a mínim hi ha hagut dues desembocadures del Ter a banda de l'actual. Una a tocar del nucli de l'Estartit de la que encara en queda un romanent anomenat el Ter Vell i l'altra al nord del massís segurament la font de l'aigua que omplia l'estany de Bellcaire.

### Clima
| Dades climàtiques a L'Estartit                  | Dades climàtiques a L'Estartit | Dades climàtiques a L'Estartit | Dades climàtiques a L'Estartit | Dades climàtiques a L'Estartit | Dades climàtiques a L'Estartit | Dades climàtiques a L'Estartit | Dades climàtiques a L'Estartit | Dades climàtiques a L'Estartit | Dades climàtiques a L'Estartit | Dades climàtiques a L'Estartit | Dades climàtiques a L'Estartit | Dades climàtiques a L'Estartit | Dades climàtiques a L'Estartit |
| Mes                                             | gen                            | febr                           | març                           | abr                            | maig                           | juny                           | jul                            | ag                             | set                            | oct                            | nov                            | des                            | anual                          |
| ----------------------------------------------- | ------------------------------ | ------------------------------ | ------------------------------ | ------------------------------ | ------------------------------ | ------------------------------ | ------------------------------ | ------------------------------ | ------------------------------ | ------------------------------ | ------------------------------ | ------------------------------ | ------------------------------ |
| Màxima rècord °C (°F)                           | 21.2 (70.2)                    | 21.0 (69.8)                    | 26.8 (80.2)                    | 26.3 (79.3)                    | 29.5 (85.1)                    | 33.2 (91.8)                    | 34.3 (93.7)                    | 35.6 (96.1)                    | 34.5 (94.1)                    | 29.8 (85.6)                    | 23.5 (74.3)                    | 23.1 (73.6)                    | 35.6 (96.1)                    |
| Màxima mitjana °C (°F)                          | 12.9 (55.2)                    | 13.5 (56.3)                    | 15.4 (59.7)                    | 16.9 (62.4)                    | 20.0 (68)                      | 23.5 (74.3)                    | 26.6 (79.9)                    | 26.6 (79.9)                    | 24.1 (75.4)                    | 20.3 (68.5)                    | 16.2 (61.2)                    | 14.1 (57.4)                    | 19.2 (66.6)                    |
| Mitjana diària °C (°F)                          | 8.8 (47.8)                     | 9.6 (49.3)                     | 11.5 (52.7)                    | 13.2 (55.8)                    | 16.4 (61.5)                    | 20.0 (68)                      | 23.0 (73.4)                    | 23.1 (73.6)                    | 20.4 (68.7)                    | 16.7 (62.1)                    | 12.4 (54.3)                    | 10.1 (50.2)                    | 15.5 (59.9)                    |
| Mínima mitjana °C (°F)                          | 4.8 (40.6)                     | 5.6 (42.1)                     | 7.6 (45.7)                     | 9.4 (48.9)                     | 12.9 (55.2)                    | 16.6 (61.9)                    | 19.4 (66.9)                    | 19.5 (67.1)                    | 16.8 (62.2)                    | 13.1 (55.6)                    | 8.7 (47.7)                     | 6.1 (43)                       | 11.8 (53.2)                    |
| Mínima rècord °C (°F)                           | −7.1 (19.2)                    | −4.0 (24.8)                    | −1.4 (29.5)                    | 1.2 (34.2)                     | 3.5 (38.3)                     | 7.7 (45.9)                     | 11.3 (52.3)                    | 11.2 (52.2)                    | 8.3 (46.9)                     | 4.6 (40.3)                     | −2.7 (27.1)                    | −4.2 (24.4)                    | −7.1 (19.2)                    |
| Precipitació mitjana mm (polzades)              | 56.4 (2.22)                    | 37.1 (1.461)                   | 43.1 (1.697)                   | 49.1 (1.933)                   | 58.1 (2.287)                   | 40.8 (1.606)                   | 26.7 (1.051)                   | 38.2 (1.504)                   | 46.0 (1.811)                   | 106.8 (4.205)                  | 63.1 (2.484)                   | 41.7 (1.642)                   | 605.6 (23.843)                 |
| Mitjana de dies de precipitació                 | 7.2                            | 6.2                            | 6.8                            | 8.6                            | 7.8                            | 6.4                            | 3.8                            | 5.3                            | 6.2                            | 10.4                           | 7.4                            | 6.9                            | 81.0                           |
| Mitjana de dies de gelada                       | 2.4                            | 1.0                            | 0.1                            | 0.0                            | 0.0                            | 0.0                            | 0.0                            | 0.0                            | 0.0                            | 0.0                            | 0.4                            | 1.4                            | 5.4                            |
| Font: meteocat.cat (climatologia per comarques) |                                |                                |                                |                                |                                |                                |                                |                                |                                |                                |                                |                                |                                |

### Demografia
| 1497 | 1515 | 1553 | 1787  | 1887  | 1900  | 1920  | 1950  | 1970  | 2010   | 2024   |
| 244  | 248  | 245  | 2.582 | 4.035 | 3.543 | 4.074 | 4.400 | 5.175 | 11.522 | 12.521 |

## Història

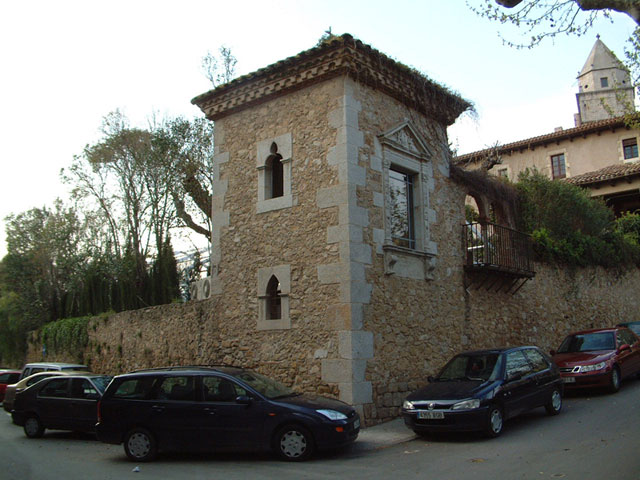
Palau Lo Mirador des del c. del Mar

Les restes de poblament al municipi de Torroella es remunten al Paleolític (Cau del Duc) amb un poblament de caçadors-recol·lectors i al Neolític basat com a mínim en el conreu de cereals (Cau de les Dents, Cau dels Ossos, Cau del Tossal Gros, Cau d'en Calvet, la Fonollera, Puig Mascaró). Així mateix s'hi han trobat restes de l'època romana (Camp de la Gruta, Torre Gran, Santa Maria del Mar, Santa Maria del Palau, vinya d'en Xarlan).

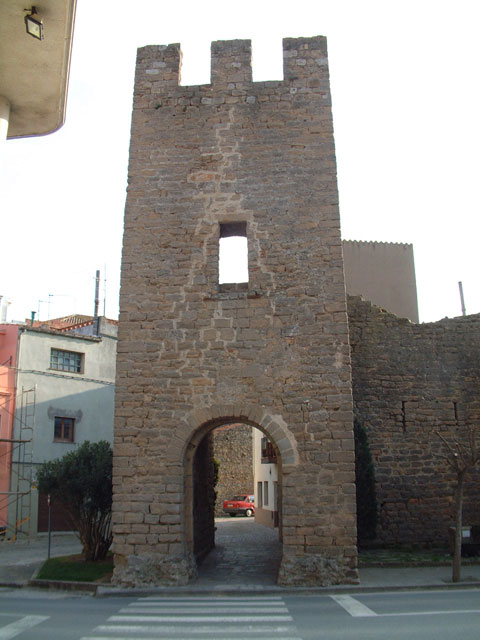
Portal de Santa Caterina en la façana exterior.

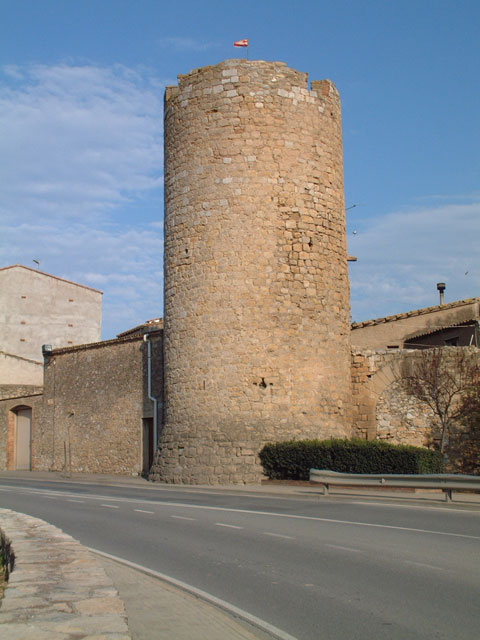
Torre de les Bruixes.

No tenim dades històriques sobre l'enclavament de Torroella (Torrocella) fins en un document del 888 en què també es mencionen les poblacions d'Ullà (Olianus) i Bellcaire d'Empordà, amb tot la zona sud del massís del Montgrí sembla haver estat ocupat durant l'època romana amb diverses vilae amb continuïtat històrica entre els segles I aC fins al VII dC (Vil·la del camp de la Gruta). L'especulació que el nucli de Torroella derivi d'una d'aquestes vil·les, tot i la manca de proves arqueològiques o documentals que avalin l'ocupació del lloc, no és inversemblant.
En època medieval el nucli original comprenia una cellera al voltant del que és avui el Palau lo Mirador, pertanyent contemporàniament a la família Robert (comtes de Torroella per ordre d'Alfons XIII); i de l'església de Sant Genís, llavors un temple més petit i perdut per l'incendi a finals del segle xiii i les successives reformes i modificacions. Per una permuta del 1272 entre el vescomte Dalmau VI de Rocabertí i el rei Pere el Gran, la vila passa sota poder reial.
Durant l'època medieval la vil·la adquireix progressivament població (el 1332 el Batlle General de Catalunya concedeix la llicència del segon forn de pa) i té un rol important en la unificació dels comtats catalans, essent l'inici de la construcció de l'emblemàtic castell del Montgrí una mostra d'aquest conflicte així com de la seva sobtada finalització. Hi ha proves indirectes que avalen que altres nuclis col·laboraven de grat o per força al manteniment de les muralles de Torroella (Gualta, Fontanilles litigi entre 1361-1371, litigi de 1413). El 1364 el rei Pere ven la baronia i el poble de Torroella al comte d'Empúries, però retorna com a possessió del rei el 1373, any en què s'autoritza la reconstrucció del pont sobre el riu Ter. En aquesta època l'atenció reial se centra en la vila essent la residència temporal de caça del rei Joan I. La sellera o vila vella s'expandí durant l'edat mitjana cap al sud seguint un tramat urbà en quadrícula envoltat per muralles amb només quatre portals: El de Santa Caterina (nord), el de Mar (oest), el del Ter o de Sant Josep (sud) i el d'Ullà (oest). D'aquest només ha perviscut el de Santa Caterina en l'interior d'una torre de base quadrada. A banda dels portals les muralles tenien adossades sis torres dues de base rodona (entre elles la Torre de les Bruixes a l'extrem nord-occidental) i quatre de base quadrada (entre elles l'esmentada del Portal de Santa Caterina al nord) Aquesta configuració es mantingué estable fins al principi del segle xviii, però durant el segle xix s'hi obriren noves portes i s'enderrocaren diversos trams de muralles en un arrauxament de modernitat postulat per J. Pericôt. El 1396 es funda el Convent de Sant Agustí.
El 1599, ja en època moderna, la Universitat de Torroella assolia la propietat de la Muntanya Gran que compraren al rei d'Aragó (Felip II) collat econòmicament per costoses despeses militars. Al seu torn la universitat començà la seva parcel·lació per a arrendar-la per al conreu, sobretot, de la vinya. D'altra banda pocs anys més tard es consagra l'Església de Sant Genís (1609) coincidint amb l'expulsió dels moriscos, pocs anys abans es fundà el convent de Santa Maria de Gràcia d'Empúries.
La batalla de Torroella succeí el 27 de maig de 1694 en el decurs de la Guerra dels Nou Anys, quan les tropes franceses dirigides pel duc de Noailles foragitaren els terços castellans, creuaren el Ter i pocs dies més tard les tropes franceses prengueren Palamós (Presa de Palamós). Després de les invasions del Regne de França (Guerra dels Segadors, Guerra dels Nou Anys, Guerra de Successió Espanyola) al segle xviii la població de la vila remunta i comencen les obres per a una ocupació agrícola extensiva sobre la plana del Ter. S'assequen els aiguamolls de l'Estany de Bellcaire (1721-1743), es canalitza el curs Ter més cap al sud (principis del segle xix) configurant l'actual Gola del Ter allunyada de l'Estartit. Tanmateix el segle xix representa un retrocés en l'ocupació agrícola del Massís del Montgrí per la plaga de la fil·loxera que passa per Torroella entre 1880 i 1881, bé per la competència de l'oli procedent d'Itàlia.
El nucli de l'Estartit, poble agregat administrativament a Torroella, ha sol·licitat la independència administrativa de Torroella en els darrers anys essent denegat, solució no exempta de controvèrsia. L'origen etimològic de l'Estartit probablement prové de la contracció d'Es Ter Petit, i encara avui es conserva un petit rec que desemboca al mar prop de la platja dels Griells.

## Patrimoni i turisme

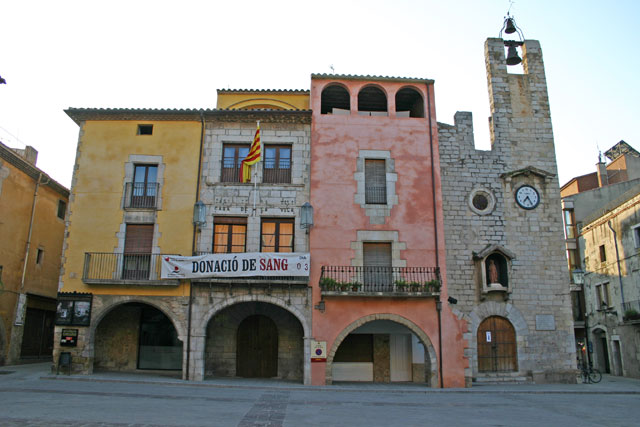
Plaça de la Vila, amb l'Ajuntament (2n edifici a l'esquerra) i la capella de Sant Antoni (a la dreta)

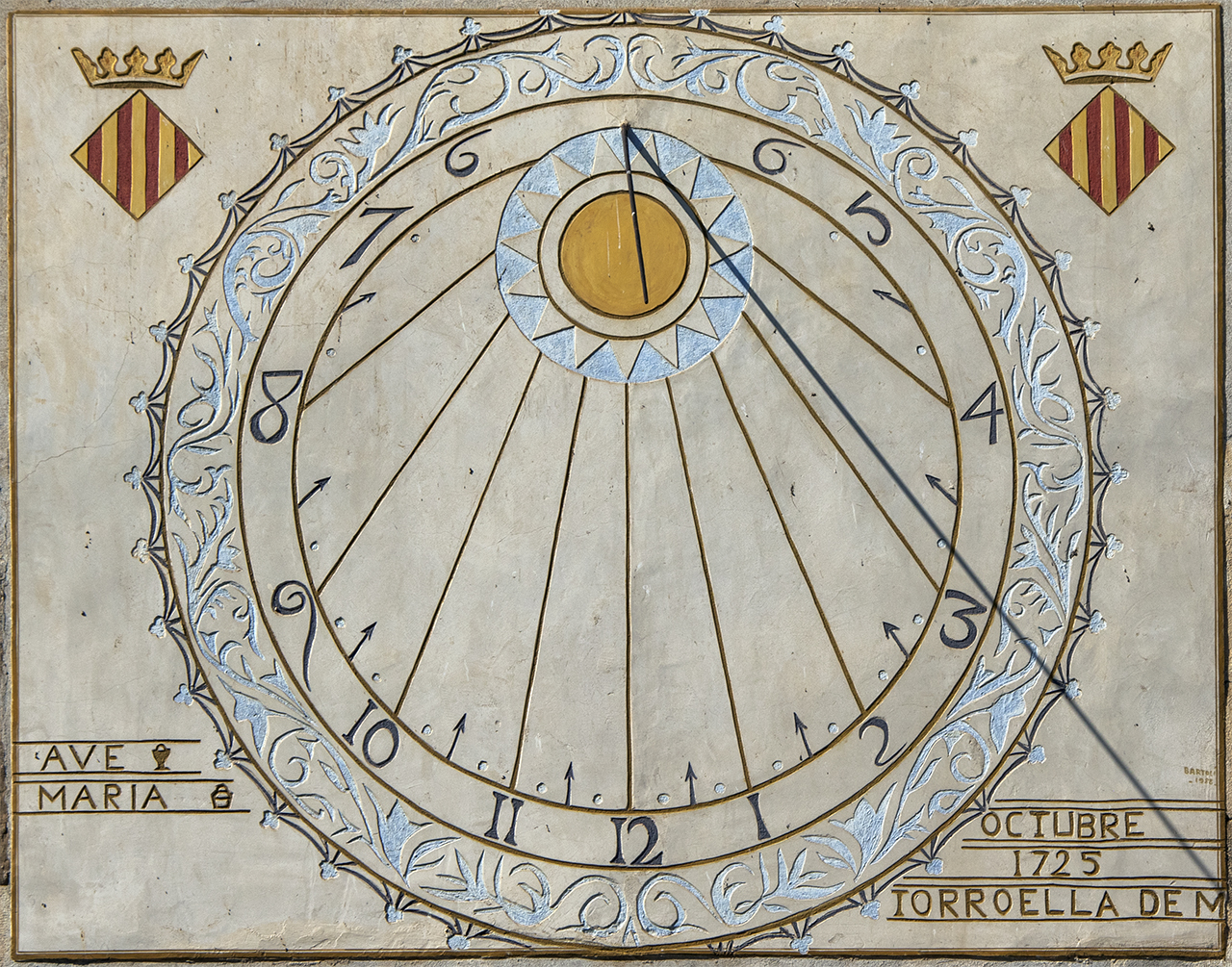
Rellotge de sol del 1725 a la plaça de la Vila, restaurat el 2009

A Torroella hi ha diversos elements amb interès patrimonial, turístic o cultural. Destaca per la seva omnipresència el Castell del Montgrí, al cim del Montgrí. Ja en plena vila vella hi ha el palau lo Mirador, medieval i reformat per Rafael Masó al començament del segle xx, actualment reconvertit en hotel i restaurant. Pràcticament adossat a aquest hi ha l'església parroquial de Sant Genís, notable edifici gòtic. En aquest sector encara trobem restes de les muralles, incloent-hi dues torres, la Torre de les Bruixes i el Portal de Santa Caterina. El centre de Torroella també compta amb uns palaus que acullen institucions de caràcter cultural: La seu torroellenca de la Fundació Vila Casas al Palau Solterra; la Fundació Mascort, a la Casa Galibern, del segle xix; o el Museu de la Mediterrània (ubicada de fa poc a Can Quintana, tot i que anteriorment era a la Casa Pastors. La Capella de Sant Antoni, al costat de l'Ajuntament, reconvertida en sala d'exposicions municipal.

## Festes i tradicions
El mercat setmanal emplena places i carrers tots els dilluns. La festa major i patronal de Sant Genís s'escau el 25 d'agost. La festa major petita és per Santa Llúcia. La Fira de Sant Andreu se celebra l'últim cap de setmana de novembre; és una de les fires més antigues de Catalunya amb més de 600 anys d'història.
Des de principis del segle xx, pels volts del 8 de setembre, es celebra la Festa dels Masos de Torroella de Montgrí i l'Estartit, a l'ermita de Santa Maria dels Masos.

## Fills il·lustres
Categoria principal: Torroellencs
(Ordenats per data de naixement)

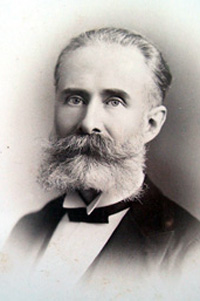
Albert de Quintana i Combis (1834-1907), diputat liberal a les Corts Generals

- Guillem de Montgrí (~1200-1273), arquebisbe.
- Bernat Sorell (1357-1454), iniciador de la important família valenciana Sorell de comerciants i cavallers[10]
- Pere de Torroella (?-d 1475), poeta (no és segur que nasqués a Torroella de Montgrí).
- Narcís Julià (1657-1705).
- Benet Julià i Ros (1726-1787) monjo de Montserrat, organista i compositor.
- Anselm Viola i Valentí (1738-1798), monjo de Montserrat, organista i compositor.
- Pere Casellas i Coll (?-1863), metge.
- Josep Costa i Hugas (1827-1881), guitarrista i compositor.
- Joan Baptista Ferrer i Esteve (1832-1895), advocat i escriptor.
- Albert de Quintana i Combis (1834-1907), polític i escriptor.
- Josep Ferrer i Esteve (1835-1916), guitarrista i compositor.
- Casimir Valentí i Artigas (1842-1889), metge rural, va atendre i estudiar l'epidèmia de còlera de 1885 que afectà la vila.[11]
- Primitiu Artigas i Teixidor (1846-1910), enginyer.
- Pere Coll i Rigau (1853-1918), empresari i agricultor.
- Pompeu de Quintana i Serra (1859-1939), polític i advocat.
- Pere Rigau i Poch (1868-1909), anomenat Barretó, flabiolaire, director de cobla i compositor de sardanes.
- Vicenç Bou i Geli (1885–1962), compositor de sardanes.
- Joaquim Vallespí i Pòlit (1885-1961), instrumentista de violí i compositor de sardanes.
- Joan Carrera i Dellunder (1889-1952), escultor.[12]
- Albert de Quintana i de León (1890-1932), polític republicà i primer president del Girona Futbol Club.
- Josep Maria Mascort i Galibern (1890-1947), pintor i paisatgista.[13]
- Josep Maria Boix i Rissech (1908-1980), instrumentista, compositor de sardanes i director de cobla.
- Joan Torró i Cabratosa (1958-1989), metge i naturalista.[14]
- Josep Vert i Planas (1914-2002), historiador local[15]
- Lluís Pericot i Garcia (1899-1978), arqueòleg i prehistoriador.
- Joan Fuster i Gimpera (1917-2011), pintor, pare de l'estrombisme, escriptor i escultor.
- Carme Junqué i Plaja (1955-), neuropsicòloga, investigadora i professora universitària catalana.
- Joan Massotkleiner (1955-), actor.
- Dolors Bassa i Coll (1959-), política, consellera de Treball, Afers Socials i Famílies de la Generalitat de Catalunya (2015-2017).
- Carles Xuriguera (1972-), actor i comediant.
- Esther Sullastres Ayuso (1993-), futbolista.

Des de 1985, hi residí el poeta Juan Luis Panero (Madrid, 1942 - Torroella de Montgrí, 2013).